# Wiesław Tomaszewski (lekarz)
Wiesław Edward Tomaszewski (ur. 5 stycznia 1957 w Warszawie) – polski lekarz, specjalista ortopeda i traumatolog oraz specjalista medycyny sportowej; doktor habilitowany nauk o kulturze fizycznej. Wydawca czasopism naukowych i publikacji medycznych. Działacz społeczny.

## Życiorys

### Praca lekarska
W 1982 ukończył I Wydział Lekarski Akademii Medycznej w Warszawie. Po ukończeniu rocznego stażu podyplomowego w CSK Wojskowej Akademii Medycznej w Warszawie, rozpoczął pracę w Klinice Ortopedii II Wydziału Lekarskiego macierzystej uczelni, gdzie pracował do 1992 na stanowiskach od młodszego do starszego asystenta. W tym okresie uzyskał I stopień specjalizacji w zakresie ortopedii i traumatologii, II stopień specjalizacji w zakresie medycyny sportowej i II stopień specjalizacji w zakresie ortopedii i traumatologii. W okresie 1993–1996 pełnił funkcję zastępcy ordynatora Oddziału Ortopedyczno-Urazowego w warszawskim Szpitalu Czerniakowskim. W latach 1997–2007 prowadził prywatny gabinet lekarski. Od 2000 do 2005 pełnił funkcję konsultanta w Klinice Rehabilitacji Akademii Medycznej w Bydgoszczy, głównie w zakresie żywienia i suplementacji, jako istotnego elementu kompleksowej rehabilitacji pacjentów po urazach czaszkowo-mózgowych. Stopień doktora nauk medycznych uzyskał w 2004 (pracę doktorską nt. „Rola wapnia w modulującym działaniu promieniowania laserowego na śródbłonek i mięśniówkę gładką naczyń” przygotował i obronił w Katedrze i Zakładzie Farmakologii i Terapii Akademii Medycznej w Bydgoszczy). Dyplom doktora habilitowanego w dziedzinie nauk o kulturze fizycznej uzyskał w 2014 w Akademii Wychowania Fizycznego w Poznaniu (przewód habilitacyjny nt. „Teoretyczne modele rehabilitacji medycznej i ich zastosowanie w leczeniu pacjentów z dysfunkcjami narządu ruchu i ośrodkowego układu nerwowego”).

### Działalność sportowa
Od 1985 roku realizuje także drugie, poza chirurgią ortopedyczną, zainteresowanie zawodowe, tj. medycynę sportową. Jako przewodniczący komisji medycznych kilku kolejnych polskich związków sportowych (m.in. Polski Związek Judo, Polski Związek Kick-boxingu, Polski Związek Piłki Nożnej), a także zespołów medycznych kilku zawodowych grup sportowych (m.in. kick-boxingu, drużyny kolarskiej „Atlas” i in.) sprawował opiekę medyczną nad wieloma polskimi sportowcami – od sportu dzieci i młodzieży do medalistów olimpijskich (współtwórca sukcesów polskich sportowców – tytuły mistrzów olimpijskich, mistrzów świata i Europy). Posiada uprawnienia instruktorskie w kilku dyscyplinach sportowych (w okresie 1983-1996 pracował jako trener judo w KS „Polonez”).

### Działalność naukowa i wydawnicza
Od 2005 do 2017 pracował w Wyższej Szkole Fizjoterapii we Wrocławiu, gdzie po habilitacji uzyskał stanowisko profesora nadzwyczajnego. Od 2017 roku zatrudniony w Wyższej Szkole Biznesu i Nauk o Zdrowiu w Łodzi na etacie profesora.
Jest autorem lub współautorem ponad 90 artykułów opublikowanych w recenzowanych polskich i zagranicznych czasopismach naukowych, a także dziewięciu specjalistycznych publikacji książkowych. Opublikował ponad 200 artykułów popularnonaukowych, szkoleniowych i informacyjnych związanych głównie z problematyką profilaktyki i leczenia schorzeń i obrażeń narządu ruchu, a także promocją zdrowia i medycyną sportową.
Od 1992 nadzoruje pracę wydawnictwa naukowego Medsportpress wydającego m.in. czasopisma medyczne:
- kwartalnik „Medycyna Sportowa” (pełni funkcję redaktora naczelnego),
- dwumiesięcznik „Ortopedia Traumatologia Rehabilitacja”,
- kwartalnik „Acta Neuropsychologica”,
- „Journal of Combat Sports and Martial Arts”.

Jest członkiem 4 międzynarodowych i 8 krajowych towarzystw naukowych, m.in. Polskiego Towarzystwa Medycyny Sportowej (sprawował m.in. funkcję wiceprezesa zarządu głównego PTMS, następnie prezesa oddziału warszawskiego), a także honorowym członkiem Polskiego Towarzystwa Neuropsychologicznego. Był organizatorem szeregu kongresów i konferencji naukowych.

### Działalność społeczna
W 2002 założył Fundację Edukacji Medycznej, Promocji Zdrowia, Sztuki i Kultury „Ars Medica”, której jest prezesem. Jest członkiem i działaczem Rotary International (był prezydentem Rotary Club Warszawa City) oraz Polskiego Towarzystwa Walki z Kalectwem (prezes oddziału mazowieckiego i wiceprezes zarządu głównego TWK).
W ramach działalności społecznej organizował m.in. międzynarodowe plenery rzeźbiarsko-malarskie, festiwale sztuki i twórczości ludowej, badania specjalistyczne na terenach biednych i zacofanych. Inicjator i fundator kilkunastu stypendiów naukowych (w tym m.in. dla młodzieży polskojęzycznej z krajów byłego Związku Radzieckiego, mogących dzięki temu studiować w Polsce).
Jest pomysłodawcą ogólnopolskich kampanii promujących aktywność fizyczną i zdrowy styl życia (m.in. kampania „Nie dajmy się złamać” w 2003 i 2004 oraz kilkuletnia kampania „Aktywność fizyczna w profilaktyce i leczeniu chorób cywilizacyjnych”).

## Nagrody i odznaczenia
Posiada szereg odznaczeń: Medal Komisji Edukacji Narodowej, Odznakę Honorową „Za zasługi dla ochrony zdrowia”, Złotą Odznakę „Za Zasługi dla Sportu”, Złotą Odznakę Polskiego Towarzystwa Fizjoterapii, medal Virtuti Medicinali oraz, dwukrotnie, najwyższe wyróżnienie Polskiego Towarzystwa Neuropsychologicznego – Copernicus Prize, a także Odznakę „Zasłużony dla Polskiej Medycyny Sportowej” przyznaną przez zarząd główny PTMS.
Za działalność społeczną uhonorowany m.in. Złotym Medalem Rotary International, Paul Harris Fellow, a także Medalem za popularyzowanie i utrwalanie pamięci o ludziach i ich czynach w walce o niepodległość Polski podczas II wojny światowej i po jej zakończeniu. We wrześniu 2016 został uhonorowany tytułem Lider XXV-lecia w ogólnopolskim konkursie z okazji Jubileuszu XXV-lecia Systemu Wsparcia Osób Niepełnosprawnych przeprowadzonym przez Ministerstwo Rodziny, Pracy i Polityki Społecznej, Pełnomocnika Rządu ds. Osób Niepełnosprawnych i Państwowy Fundusz Rehabilitacji Osób Niepełnosprawnych.